# Rüstem Ahallyýew
Rüstem Ahallyýew (Murgap, 16 de noviembre de 2002) es un futbolista turcomano que juega en la demarcación de portero para el FK Arkadag de la Liga Superior de Turkmenistán.

## Selección nacional
Tras jugar en varias categorías inferiores de la selección, finalmente hizo su debut con la selección absoluta de Turkmenistán el 21 de marzo de 2024 en un encuentro de clasificación para la Copa Mundial de Fútbol de 2026 contra Irán que finalizó con un resultado de 5-0 a favor del combinado iraní tras los goles de Omid Noorafkan, Sardar Azmoun, Mohammad Mohebi y un doblete de Hossein Kanaani.

## Clubes
| Club       | País         | Año       | Partidos | Goles |
| ---------- | ------------ | --------- | -------- | ----- |
| FC Ahal    | Turkmenistán | 2021-2024 |          |       |
| FK Arkadag | Turkmenistán | 2024-     |          |       |